# Урографія

Урографія нирок уражених гідронефрозом

Урографія — метод рентгенологічного дослідження нирок і сечових шляхів після внутрішньовенного введення рентгеноконтрастної речовини.